# Черепаха вугільна
Черепаха вугільна (Chelonoidis carbonaria) — вид черепах з роду Американські сухопутні черепахи родини Суходільні черепахи. Інша назва «червононога черепаха».

## Опис
Загальна довжина карапаксу сягає 30,4—45 см, іноді 70 см. Самці трохи більші за самиць. Голова велика, масивна. Панцир має овальну форму, піднятий догори. У самців пластрон увігнутий, а хвіст товще і довше, ніж у самиць.
Карапакс темний зі світло-жовтими плямами у центрі кожної пластини, по краю панцира йде жовта смуга. Голова та лапи мають візерунок з червоних, помаранчевих і жовтих плям.

## Спосіб життя
Полюбляє тропічні ліси, савани. Ця черепаха доволі гучна та неспокійна, проте менше агресивна ніж інші представники свого роду.
Харчується впалими плодами, зокрема дикої сливи, грибами, диким виноградом, кактусами, алое, молочаєм, травою, падлом. Черепаха небайдужа до квітів червоного та жовтого забарвлення.
Стає статевозрілою при довжині карапакса 20 см. У період парування самець стає пліч-о-пліч з іншого черепахою і починає розгойдувати голову вправо-вліво. Якщо його партнером виявиться інший самець, той відповість аналогічними рухами голови, якщо самиця, то вона не буде качати головою. У такому випадку самець обнюхує її з боку хвоста, щоб переконатися у правильності зробленого висновку, і починає паруватися з самицею. Спостереження показали, що черепахи готові злучатися з партнером тільки в тому випадку, якщо колір голови задовольняє їх вимогу. Під час парування самець стрибає, неначе курка.
Самиця у період з липня по вересень відкладає від 5 до 15 яєць, які розміщує у ямці. Інкубаційний період триває до 120 діб. Черепашенята мають круглі й пласкі панцирі, у діаметрі складають 3,75 см.
Цю черепаху доволі часто тримають у тераріумах.

## Розповсюдження
Мешкає у Центральній та Південній Америці: Нікарагуа, Панамі, Суринамі, Гаяні, Гвіані, Венесуелі, Бразилії, Еквадорі, Колумбії, Перу, Парагваї, півночі Аргентини, а також на деяких Антильських островах.